# Mirsad Terzić
Mirsad Terzić (Priboj, 1983. július 12. –) bosnyák kézilabdázó, balátlövő, a Wisła Płock és a bosnyák férfi kézilabda-válogatott játékosa.

## Pályafutása

### Klubcsapatokban
Posztja szerint védekező játékos, pályafutása során mégis többször játszott balátlövő poszton is. A HRK Izviđač színeiben a 2004–2005-ös EHF-bajnokok ligája csoportmérkőzései alatt 50 gólt szerzett. A Željezničar csapatában nevelkedett, ezt követően igazolt 2002-ben az Izviđačhoz. 2004-ben és 2005-ben elődöntős volt a KEK-ben a klubbal. 2005-ben igazolta le az RK Zagreb, akikkel 2006-ban és 2007-ben megnyerte a horvát bajnokságot. 2007 és 2009 között a szlovén RK Celje csapatában kézilabdázott, majd szerződtette a magyar rekordbajnok Veszprém. Tizenegy éven át volt a klub játékosa, ezalatt kilenc alkalommal szerzett magyar bajnoki címet és ugyanennyiszer Magyar Kupa-győzelmet. Kétszer nyert SEHA-ligát, a Bajnokok Ligájában pedig háromszor is döntőben szerepelhetett. 2020 márciusában jelentették be hivatalosan, hogy az idény végén távozik a csapattól és a lengyel Wisła Płockban folytatja pályafutását.

### A válogatottban
Terzić a bosnyák kézilabda válogatott gólrekordere, részt vett a 2015-ös világbajnokságon, ahol a 20. helyen végeztek. 2016-ban az év kézilabdázójának választották hazájában.

## Sikerei, díjai
- Bosnyák kézilabda bajnokság:
  - Győztes: 2003–04, 2004–05
- Nemzeti Bajnokság I:
  - Győztes: 2010, 2011, 2012, 2013, 2014, 2015, 2016, 2017, 2019
- Magyar Kupa:
  - Győztes: 2010, 2011, 2012, 2013, 2014, 2015, 2016, 2017, 2018
- EHF-bajnokok ligája:
  - Döntős: 2015, 2016
- SEHA-liga:
  - Győztes: 2015, 2016